# Brephos decora
Brephos decora là một loài bướm đêm trong họ Noctuidae.